# Посев (село)
Посев е село в Североизточна България.
То се намира на 5 км западно от село Средище в община Кайнарджа, област Силистра. Една от главните пътни артерии, която минава близо до с. Посев е Силистра – Варна. Селото се намира на около 90 км северозападно от град Варна.

## История
До 1942 година името на селото е Екинджик.